# 翟辅民
翟辅民（或可釋作：羅伯特·亞歷山大·傑弗里； 英文：Robert Alexander Jaffray； 1873年—1945年7月29日），宣道会訪華传教士，宣道书局 （页面存档备份，存于）創辦人、《圣经报 （页面存档备份，存于）》創辦人、建道聖經學院（即現在在香港長州的建道神学院）院長、省港培靈會發起人。

## 生平
1873年，翟辅民出生于加拿大的多伦多，父亲是《多伦多环球报》的出版商。翟辅民年轻时受到宣道会创始人宣信的激励，在纽约宣信博士所創辦的聖經學院（即今之奈亞宣道會神學院，Nyack Alliance Theological Seminary）接受训练以后，于1897年被派往中国广西梧州，此后他长期以这里作为广西宣道会的总部。翟辅民是一名精力充沛的传教士，尽管他从幼年起就受到心脏病和糖尿病的困扰。1899年翟辅民帮助成立了當時仍在梧州的建道圣经学院（今香港建道神学院），於1902-1904年擔任院長。1911年成立宣道书局（即現在的宣道出版社），1913年起出版《圣经报》。1916年，翟辅民在广西以南的法属殖民地越南建立了第一个新教教会。1922年，他與數位牧師決定定期舉辦「省港培靈會」（即港九培靈研經大會的前身）。1928年，翟辅民组织中华国外布道团，前往南洋婆罗洲传教。1931年，翟辅民全家移居印尼苏拉威西岛的Makassar。1942年被占领印尼的日军逮捕。1945年，翟輔民與其他宣教士在太平戰爭期間被囚於日軍集中營，後於7月29日病逝於集中營內，終年72歲。
1890年，翟辅民比他早兩年抵華的宣道會女宣教士杜娜 （英文：Minne Donner） 结婚，其女玛格丽特（英文：Margaret）誕於梧州。她们都投入到翟辅民的传道事业中。 